# Церква святого архистратига Михаїла (Бобулинці)
Церква святого архистратига Михаїла в Бобулинцях — парафія і храм Бучацького благочиння Тернопільської єпархії Православної церкви України в селі Бобулинці Чортківського району Тернопільської области.

## Історія церкви
Кам'яний храм Святого архистратига Михаїла був збудований в 1801 році на місці старішої дерев'яної церкви. Фундаторкою будівництва стала пані Красуцька (Грабіна), чий герб, виконаний з пісковика, і сьогодні можна побачити на фронтальній стороні у вигляді барельєфа. Зовні стіни храму прикрашені профільованим карнизом.
Споруда має бутовий стрічковий фундамент, а стіни зведені з тесаного каменю та блоків піщаника, поштукатурені зсередини й зовні. Усередині частково зберігся іконостас і дерев'яний вівтар, прикрашені рельєфною різьбою.
У 1944 році храм закрили, а після війни богослужіння проводилися в захристії. Ремонтні роботи розпочалися лише у 1989 році.
На престольний празник у 1999 році настоятель Ярослав Ясній запросив митрополита Тернопільського і Бучацького Василія та духовенство району. У відродженні духовного життя активно брали участь Василь Чирик, Василь Чорній, Михайло Дума, Євген Мулярчук, Петро Вуйда, Петро Когут, Петро Предко. До роботи долучилися майстри Степан Хмарний, Іван Чорній, Степан Гуменюк, Степан Канак, Михайло Назаровець, Петро Гуменюк та багато інших. Кошти збирали всім селом, а Степан Кралька пожертвував кошти на кіот та іконостас.

## Парохи
- о. Бєлінський,
- о. Лушпінський,
- о. Павлюк,
- о. Гнатишин (1827—1830),
- о. Петро Король,
- о. Микола Сем'янович (1842—1893),
- о. Іван Блавацький (1922—1923)[1],
- о. Анатолій Кушнірчук,
- о. Ярослав Ясній (з вересня 1989).